# 磯野行尚
磯野 行尚（いその ゆきなお、生没年不詳）は、戦国時代から江戸時代初期の武将。通称平三郎。

## 略歴
磯野行信の子で石田三成に仕えた。慶長5年（1600年）、関ヶ原の戦いで敗れた三成は、人目につくのを避けるため磯野平三郎、塩野清助、渡辺勘平のわずか3名を連れて大谷山に逃れ、平三郎は最後まで付き従った 。
その後は藤堂高虎に仕え、慶長20年（1615年）5月6日、大坂夏の陣で豊臣方に与した増田盛次を討ち取った（八尾・若江の戦い） 。